# بني مهدي (بني قيس الطور)

تعديل مصدري - تعديل

بني مهدي هي إحدى قرى عزلة ربع هفج بمديرية بني قيس الطور التابعة لمحافظة حجة، بلغ تعداد سكانها 742 نسمة حسب تعداد اليمن لعام 2004.